# Радованович, Алекса
Алекса Радованович (серб. Алекса Радовановић / Aleksa Radovanović; 2 августа 1900, Медведжа — 22 июня 2004, там же) — сербский и югославский столетний долгожитель, участник обеих мировых войн. До своей смерти был старейшим сербским ветераном Первой мировой войны и последним жившим участником сражений на Салоникском фронте.

## Биография
Родился 2 августа 1900 в городе Медведжа (Королевство Сербия). В возрасте 14 лет добровольцем отправился на фронт Первой мировой войны в составе комитской роты Косты Воиновича, в октябре в одном из боёв против болгарских войск был ранен. После оккупации Сербии участвовал в отступлении сербских войск в Албанию и боях на Салоникском фронте. На фронте также воевали его братья Радивое и Радован. Участник Топлицкого восстания.
После завершения Первой мировой войны Алекса официально был призван на службу в Югославскую королевскую армию, отслужив в рядах Королевской гвардии в Белграде. За своё участие в войне он как доброволец получил от короля Александра I пять гектаров земли у Урошеваца. В 1932 году ушёл служить в жандармерию.
Работал в Приштине, Сплите, Мостаре, Пече и Призрене. Именно в Призрене он встретил начало Второй мировой войны.
После оккупации Югославии немцами и их сателлитами Алекса ушёл в ряды югославских партизан Иосипа Броза Тито. Во время одного из боёв с болгарами он снова был ранен и на этот раз попал в плен. После перехода Болгарии на сторону антигитлеровской коалиции был освобождён.
Войну закончил в звании майора. Братья Радивое и Радован погибли во Второй мировой от рук немцев: Радивое был расстрелян в Прокупле, а Радован в Урошеваце. Сын Радивое, Милисав, с 1941 года служил в партизанских рядах.
Алекса Радованович был награждён рядом наград Франции, Королевства Югославии и СФРЮ, в том числе:
- Орден Почётного легиона в степени кавалера
- Золотая и серебряная медали Милоша Обилича за храбрость
- Медаль Ивана Косанчича[серб.]
- Орден воеводы Степы
- Медаль короля Петра I
- Албанская памятная медаль[серб.][8]
- Партизанский памятный знак 1941 года

Радованович был председателем Союза объединений участников освободительных войн 1912—1920 годов и их потомков (серб. Savez udruženja učesnika oslobodilačkih ratova 1912-1920. i potomaka). До своей смерти он являлся старейшим ветераном Первой мировой войны и последним живым участником сражений на Салоникском фронте и Топлицкого восстания. По словам главы общины Медведжа Слободана Драшковича, первую пенсию Алекса Радованович получил только в 1995 году: основную помощь ему оказывали его собственные дети, члены вышеозначенного Союза и ещё несколько человек, в том числе семья Каричей (фонд «Карич»), который занимался оказанием помощи ветеранам боевых действий. Президент Объединения офицеров запаса (серб. Udruženje rezervnih vojnih starešina) Властимир Симонович считал большой несправедливостью то, что Алекса очень долго не получал пенсию от государства.
Ежегодно 2 августа, в день рождения Радовановича, к нему приходили журналисты и представители разных организаций, желавшие взять у него интервью. Президент Франции Жак Ширак отправил Радовановичу личное приглашение посетить страну, однако мечту встретиться с французским президентом серб осуществить так и не успел.
2 июня 2004 года Радовановичу, участвовавшему в митинге в поддержку Боголюба Карича, тогдашнего кандидата на пост президента Сербии, стало плохо: его госпитализировали в больницу в Лесковаце, где он 4 часа пробыл в коме. Позже его перевезли в Медведжу: ему было трудно говорить, он жаловался на боли в животе и груди, но отказывался от госпитализации, желая умереть в родном доме. 16 июня он успел проголосовать на выборах президента Сербии, а 22 июня, спустя 20 дней после того самого митинга, скончался в Медведже: причиной смерти стала закупорка сосудов (в некоторых источниках указывается дата 23 июня). Похоронен в местечке Маричи с воинскими почестями.
25 июня 2019 года Скупщина города Белграда постановила присвоить имя Алексы Радовановича одной из улиц в городской общине Раковица.

## Семья
Со слов Радовановича, его отец прожил 105 лет, а мать — 85, а из 11 представителей семьи только он пережил все войны XX века, в которых участвовала Сербия или Югославия. В 2003 году, по словам Алексы, у него было шестеро дочерей, старшей из которых было 73 года, 12 внуков и 19 правнуков. На момент его кончины среди его потомков были шесть дочерей, 12 внуков, 24 правнука и четыре праправнука.
Говоря о своём долголетии, Радованович утверждал, что обязан ему своими генами. Он также говорил, что курил на протяжении 60 лет и пил ракию, но не слишком крепкую; также он употреблял много молочных продуктов.